# Tambak Boyo (Mantingan)
Tambak Boyo is een bestuurslaag in het regentschap Ngawi van de provincie Oost-Java, Indonesië. Tambak Boyo telt 7001 inwoners (volkstelling 2010).